# Jackie Wong Siew Cheer
Jackie Wong Siew Cheer (* 4. Juli 1992) ist ein malaysischer Leichtathlet, der sich auf den Hammerwurf spezialisiert hat und momentan Inhaber des Landesrekordes in dieser Disziplin ist.

## Karriere
Erste internationale Erfahrungen sammelte Jackie Wong Siew Cheer bei den Juniorenasienmeisterschaften 2010 in Hanoi, bei denen er mit 61,08 m den sechsten Platz belegte. 2011 wurde er bei den Asienmeisterschaften in Kōbe mit 52,97 m Elfter und gewann bei den Südostasienspielen in Palembang mit 57,04 m die Bronzemedaille hinter dem Thailänder Tantipong Phetchaiya und Arneil Ferrera von den Philippinen. Zwei Jahre später erreichte er bei den Islamic Solidarity Games ebendort mit einer Weite von 59,53 m Rang sechs und gewann bei den Südostasienspielen in Naypyidaw mit neuem Landesrekord von 59,75 m erneut die Bronzemedaille hinter Phetchaiya und Ferrera. 2014 nahm er erstmals an den Commonwealth Games in Glasgow teil und schied dort mit 59,24 m in der Qualifikation aus. Im Jahr darauf wurde er bei den Asienmeisterschaften in Wuhan mit 59,76 m Elfter und klassierte sich bei der Sommer-Universiade in Gwangju mit 63,84 m auf dem 14 Rang. Zuvor gewann er bei den Südostasienspielen in Singapur mit 61,18 m die Bronzemedaille hinter dem Philippiner Caleb John Stuart und Phetchaiya. Zwei Jahre darauf belegte er bei den Asienmeisterschaften in Bhubaneswar mit 64,84 m Rang acht und siegte anschließend mit neuem Spielerekord von 65,90 m bei den Südostasienspielen in Kuala Lumpur. 2018 erfolgte die erneute Teilnahme an den Commonwealth Games im australischen Gold Coast, bei denen er mit 64,35 m auf dem 14. Platz gelangte. Ende August nahm er erstmals an den Asienspielen in Jakarta teil und belegte mit 65,92 m den siebten Platz.
2019 belegte er bei den Asienmeisterschaften in Doha mit neuem Landesrekord von 67,01 m den achten Platz. Im August verbesserte er bei den Malaysischen Meisterschaften seinen Landesrekord auf 68,22 m und gewann im Dezember bei den Südostasienspielen in Capas mit 63,83 m die Silbermedaille hinter dem Thailänder Kittipong Boonmawan. 2022 siegte er dann bei den Südostasienspielen in Hanoi mit einem Wurf auf 66,49 m. Im August gelangte er bei den Commonwealth Games in Birmingham mit 61,40 m auf Rang 14. Im Jahr darauf gewann er bei den Südostasienspielen in Phnom Penh mit 64,20 m die Silbermedaille hinter dem Thailänder Kittipong Boonmawan und belegte anschließend mit 65,07 m den siebten Platz bei den Asienmeisterschaften in Bangkok. Ende September gelangte er bei den Asienspielen in Hangzhou mit 62,79 m auf Rang elf.
In den Jahren 2012 und 2013, 2018 und 2019 sowie 2021 und 2022 wurde Siew Cheer malaysischer Meister im Hammerwurf.